# Psorosana testaceipennis
Psorosana testaceipennis är en fjärilsart som beskrevs av Embrik Strand 1915. Psorosana testaceipennis ingår i släktet Psorosana och familjen mott. Inga underarter finns listade i Catalogue of Life.